# Das Bekenntnis der Ina Kahr
Das Bekenntnis der Ina Kahr is een West-Duitse misdaadfilm uit 1954 onder regie van Georg Wilhelm Pabst. Destijds werd de film in Nederland uitgebracht onder de titel Een vrouw achter tralies.

## Verhaal
Ina Kahr bekent de moord op haar man en wordt ter dood veroordeeld. Aan haar vader en haar advocaat vertelt ze haar kant van het verhaal. Ina's echtgenoot was een nietsnut. Haar advocaat vindt daarom dat ze een lichtere straf verdient.

## Rolverdeling
| Acteur           | Personage               |
| ---------------- | ----------------------- |
| Curd Jürgens     | Paul Kahr               |
| Elisabeth Müller | Ina Kahr                |
| Albert Lieven    | Dr. Pleyer              |
| Vera Molnar      | Jenny                   |
| Friedrich Domin  | Vader Stoll             |
| Jester Naefe     | Cora Brink              |
| Hanna Rucker     | Helga Barnholm          |
| Margot Trooger   | Margit Kahr             |
| Ingmar Zeisberg  | Marianne von Degenhardt |
| Hilde Körber     | Stuckmann               |